# San Juan de los Lagos
San Juan de los Lagos is een stad in de Mexicaanse staat Jalisco. De plaats heeft 48.684 inwoners (census 2010) en is de hoofdplaats van de gemeente San Juan de los Lagos.

## Geschiedenis
In 1542 werd het gebied rond San Juan de los Lagos door de Spanjaarden onderworpen. Een Spaanse priester bracht in datzelfde jaar een Mariabeeld mee, dat in 1623 verantwoordelijk zou zijn geweest voor de wonderbaarlijke genezing van een indiaans meisje. Sindsdien is Onze-Lieve-Vrouwe van San Juan de los Lagos uitgegroeid tot het grootste bedevaartsoord van Mexico (na Onze-Lieve-Vrouw van Guadalupe) en trekt het jaarlijks vier miljoen bezoekers. De huidige kerk dateert van 1732 en is gebouwd in churriguereskstijl. In 1972 werd de kerk erkend als basiliek en werd San Juan zetel van een bisdom.

## Economie
Belangrijke bronnen van inkomsten zijn naast het toerisme en de bedevaart de zuivel en suikerwaren (voornamelijk cajeta).

## Geboorteplaats van
- María Izquierdo (1902-1955), kunstschilderes
- Ramón Martín Huerta (1957-2005), politicus